# Труханов, Владимир Никитич
Влади́мир Ники́тич Труха́нов (21 мая 1921, Петроград — 29 августа 2012, Санкт-Петербург) — советский, российский актёр театра и кино. Ведущий актёр Театра комедии им. Н. П. Акимова, один из любимых учеников Н. П. Акимова. Заслуженный артист РСФСР (1976).

## Биография
Владимир Труханов родился 21 мая 1921 года в Петрограде. В 1947 году окончил школу при Большом Драматическом Театре имени М. Горького и стал актёром Театра комедии.
На сцене сыграл около ста ролей, в основном эпизодических. Прозван «королём эпизода».
В кино Владимир Труханов снимался крайне мало, исполнял в основном небольшие, характерные роли.
Умер 29 августа 2012 года в Санкт-Петербурге.
Урна с прахом захоронена на Богословском кладбище Санкт-Петербурга.

## Фильмография
- 1965 — Большая кошачья сказка — лейб-бухгалтер
- 1967 — Браслет-2 — Федька
- 1969 — Берег юности — Мармелад
- 1976 — Весёлое сновидение, или Смех и слёзы — Патиссоне, шахматный офицер, министр двора
- 1979 — Путешествие в другой город — управленец на сдаче строительного объекта (нет в титрах)
- 1980 — Сицилианская защита — Ипполит Федеевич, главный бухгалтер
- 1981 — Товарищ Иннокентий
- 1983 — Ювилирное дело — Шмаков, вор-домушник
- 1984 — Ольга и Константин — колхозник
- 1985 — Порох — Егор Михайлович, капитан буксира
- 1985 — Встретимся в метро
- 1985 — Иван Бабушкин
- 1986 — Исключения без правил (киноальманах) (Золотая пуговица. Исключение 4) — железнодорожник на строящемся мосту
- 1986 — Последняя дорога
- 1993 — Ты у меня одна — сослуживец Тимошина
- 1994 — Замок
- 1995 — Четвёртая планета
- 2000 — Убойная сила-1 — Семёныч, пиротехник (серия «Ударная волна»)
- 2001 — Чёрный ворон — Пегор
- 2003 — Русские страшилки — житель Загибалово
- 2004 — Улицы разбитых фонарей-6 — Викентий Павлович (серия «Все и сразу»)
- 2013 — Трудно быть богом

## Награды
- 1976 — Заслуженный артист РСФСР.
- 2002 — премия «Золотой софит» в номинации «За верность театру».
- 2004 — Медаль ордена «За заслуги перед Отечеством» второй степени